# Vladimir Rjabinin
Vladimir Nikolaevič Rjabinin (in russo Владимир Николаевич Рябинин?; 22 settembre 1987) è un giocatore di calcio a 5 russo.

## Carriera
All'epoca della militanza nel Sibirjak, Rjabinin fu convocato nella Russia Under-21 con cui vinse il campionato europeo 2008.